# Tierkörper
Unter einem Tierkörper ist im deutschen Recht zu verstehen ein verendetes, tot geborenes oder ungeborenes Tier oder ein getötetes Tier, das nicht zum menschlichen Genuss verwendet wird.

## Tierkörperteile
Mit Tierkörperteilen  sind gemeint
- Teile von Tieren aus Schlachtungen einschließlich Blut, Borsten, Federn, Fellen, Häuten, Hörnern, Klauen, Knochen und Wolle,
- sonst anfallende Teile von Tieren,

die nicht zum menschlichen Genuss verwendet werden.

## Falltiere
Verendete oder nicht zum Verzehr getötete Tiere werden auch als „Falltiere“ bezeichnet (vgl. Kadaver von lateinisch cadaver, dieses wiederum von lateinisch cadere fallen, stürzen).

## Verluste in der Landwirtschaft
Die parteinahe Stiftung von Bündnis 90/Die Grünen publizierte 2020, dass in Deutschland jährlich nahezu 100 Millionen Tiere sterben, ohne dass ihr Fleisch verzehrt würde. Dabei handle es sich zum einen um Tiere, die während der Aufzucht und Mast sterben oder die aus ökonomischen Gründen getötet und entsorgt werden. Jedes Jahr würden bis zu 200.000 männliche Kälber und 45 Millionen männliche Küken getötet, da ihr Fleischertrag zu gering ist. Schlechte Haltung und Tierrassen, welche auf Hochleistung gezüchtet seien, führten zudem dazu, dass zahlreiche Tiere während der Aufzucht stürben. Bei Ferkeln wären dies immerhin etwa 16 Prozent, das heißt, rund 8,6 Millionen Tiere pro Jahr. Heute beträgt die  durchschnittliche Größe eines Wurfs in Deutschland über 15 Ferkel, noch vor zwölf Jahren waren es drei weniger. Die Folge ist, dass viele Tiere kleiner und anfälliger sind und bald verenden. In der Summe lägen die Verluste in der Schweinemast bei circa 28 Prozent.

## Tierkörperbeseitigungsanstalten
Zur Verhütung und Bekämpfung von Tierseuchen und Zoonosen ist die unschädliche Beseitigung bestimmter Arten von Tierkörpern in einer Tierkörperbeseitigungsanstalt vorgeschrieben. Namentlich gilt dies für die Körper von Einhufern, Klauentieren, Hunden, Katzen, Geflügel, Kaninchen und Edelpelztieren, die sich im Haus, Betrieb oder sonst im Besitz des Menschen befinden, sowie für die Körper von Tieren, die in Zoologischen Gärten oder ähnlichen Einrichtungen sowie in Tierhandlungen gehalten werden.

## Tierkrematorium
In einem Tierkrematorium werden, ähnlich der Feuerbestattung beim Menschen, Tiere eingeäschert. Zumeist handelt es sich dabei um Heimtiere wie Hunde und Katzen, deren Besitzer keine Entsorgung über eine Tierkörperbeseitigungsanlage wünschen.